# نظریه روان‌کاوانه

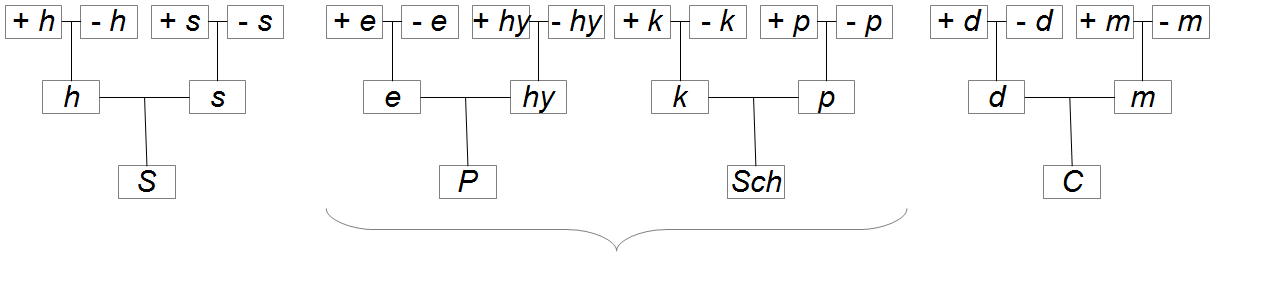
تصویری از نظریه روان‌کاوانه یا تئوری روان‌کاوانه

نظریه روان‌کاوانه یا تئوری روان‌کاوانه (به انگلیسی: Psychoanalytic theory)، به ساختار شخصیت افراد و شیوهٔ برخورد فرد با روانکاوش می‌پردازد و روشی برای درمان آسیب‌شناسی روانی است. نخستین بار این تئوری را زیگموند فروید در اواخر قرن نوزدهم میلادی مطرح کرد.
آسیب شناسی روانی مطالعه بیماری های روانی است. این شامل علائم و نشانه های تمام اختلالات روانی است. این زمینه شامل شناخت غیرعادی، رفتار ناسازگارانه و تجربیاتی است که بر اساس هنجارهای اجتماعی متفاوت است. این رشته نگاهی عمیق به علائم، رفتارها، علل، دوره درمان‌ها و موارد دیگر است.
تاریخ
توضیحات اولیه در مورد بیماری های روانی تحت تأثیر اعتقادات مذهبی و خرافات بود. شرایط روانی که اکنون به عنوان اختلالات روانی طبقه بندی می شوند، در ابتدا به ارواح و شیاطین نسبت داده می شد. این ایده تا قرن شانزدهم و هفدهم به طور گسترده پذیرفته شده بود.[1]
بقراط پزشک یونانی یکی از اولین کسانی بود که این ایده را رد کرد که اختلالات روانی ناشی از تسخیر شیاطین است و در عوض به علل طبیعی توجه کرد. او اعتقاد راسخ داشت که علائم اختلالات روانی ناشی از بیماری هایی است که منشا آن مغز است. بقراط مشکوک بود که این حالت های جنون ناشی از عدم تعادل مایعات در بدن است. او این مایعات را به طور خاص چهار مورد تشخیص داد: خون، صفرای سیاه، صفرای زرد و بلغم. این بعدها مبنای نظریه عدم تعادل شیمیایی شد که به طور گسترده در حال حاضر مورد استفاده قرار می گیرد.
علاوه بر این، در فاصله نه چندان دور از بقراط، فیلسوفی به نام افلاطون ذهن، بدن و روح را به عنوان یک واحد استدلال کرد. هر گونه عدم تعادلی که در این ترکیبات فرد ایجاد شود می تواند باعث ناراحتی یا عدم هماهنگی در فرد شود. این ایده فلسفی تا قرن هفدهم در چشم انداز باقی ماند. بعداً توسط  استرسون (1964) به چالش کشیده شد و خاطرنشان کردند که این محیط خانواده بود که منجر به شکل‌گیری استراتژی‌های انطباقی شد.
در جنبشی که قرن هجدهم رخ داد، این ایده که روابط سالم والدین و فرزندان باعث سلامت عقل می شود، به یک ایده برجسته تبدیل شد. فیلسوف ژان ژاک روسو این مفهوم را مطرح کرد که تروما در دوران کودکی می تواند پیامدهای منفی بعداً در بزرگسالی داشته باشد.
در دهه‌های 1600 و 1700، دیوانه خانه‌هایی برای اسکان افراد مبتلا به اختلالات روانی افتتاح شد.[2] آسایشگاه‌ها مکان‌هایی بودند که در آن‌ها می‌توان تکنیک‌ها و درمان‌های مهار را روی بیماران محبوس آزمایش کرد. اینها پیش سازهای اولیه برای بیمارستان های روانی بودند.
یک دیوانه خانه ایالتی در نوادا.
رشته علمی آسیب شناسی روانی توسط کارل یاسپرس در سال 1913 تاسیس شد. از آن به عنوان "درک ایستا" یاد می شد و هدف آن بازآفرینی گرافیکی "پدیده ذهنی" تجربه شده توسط مشتری بود. چند سال قبل از آن، در سال 1899، کتاب آلمانی Lehrbuch der Psychopathologischen Untersuchungs-Methoden توسط رابرت سامر منتشر شد.
روانکاوی
زیگموند فروید روشی را برای درمان آسیب شناسی روانی از طریق گفتگو بین بیمار و روانکاو پیشنهاد کرد. گفتار درمانی از ایده های او در مورد تجربیات فرد و تلاش های طبیعی انسان برای معنا بخشیدن به جهان و زندگی سرچشمه می گیرد.[3]
به عنوان مطالعه اختلالات روانپزشکی
مطالعه آسیب‌شناسی روانی بین رشته‌ای است و مشارکت‌هایی از روان‌شناسی بالینی، روان‌شناسی غیرطبیعی، روان‌شناسی اجتماعی، و روان‌شناسی رشد، و همچنین روان‌شناسی عصبی و سایر زیرشاخه‌های روان‌شناسی انجام می‌شود. سایر رشته های مرتبط عبارتند از روانپزشکی، عصب شناسی، جرم شناسی، مددکاری اجتماعی، جامعه شناسی، اپیدمیولوژی و آمار.[4]
آسیب شناسی روانی را می توان به طور کلی به توصیفی و تبیینی تقسیم کرد. آسیب شناسی روانی توصیفی شامل دسته بندی، تعریف و درک علائمی است که توسط افراد گزارش شده و از طریق رفتار آنها مشاهده می شود که سپس بر اساس یک هنجار اجتماعی ارزیابی می شود. آسیب شناسی روانی تبیینی به دنبال یافتن توضیحاتی برای انواع خاصی از علائم با توجه به مدل های نظری مانند روان پویایی، رفتار درمانی شناختی یا از طریق درک چگونگی ایجاد آنها با استفاده از نظریه پایه سازه گرایانه (چارماز، 2016) یا تحلیل پدیدارشناختی (اسمیت و فلاورز) است. لارکین، 2013).[5]
راه های مختلفی برای مشخص کردن حضور آسیب شناسی روانی در یک فرد به عنوان یک کل وجود دارد. یک استراتژی ارزیابی یک فرد در چهار بعد است: انحراف، پریشانی، اختلال عملکرد و خطر، که در مجموع به عنوان چهار Ds شناخته می شوند. مفهوم سازی دیگر، عامل p، آسیب شناسی روانی را ساختاری کلی و فراگیر می داند که بر علائم روانپزشکی تأثیر می گذارد.
اختلالات روانی
اختلالات روانی با مجموعه ای از ویژگی های مشخصه تعریف می شوند که بیش از یک علامت است. به منظور طبقه‌بندی برای تشخیص، علائم نمی‌توانند پاسخ مورد انتظاری را به استرس یا فقدان رایج مرتبط با یک رویداد نشان دهند. سندرم ها مجموعه ای از علائم همزمان هستند که نشان دهنده یک اختلال هستند. اختلالات رایج سلامت روان شامل افسردگی، اختلال اضطراب فراگیر (GAD)، اختلال هراس، فوبیا، اختلال اضطراب اجتماعی، اختلال وسواس فکری-اجباری (OCD) و اختلال استرس پس از سانحه (PTSD) است.[6]
افسردگی یکی از شایع ترین و ناتوان کننده ترین اختلالات روانی در سراسر جهان است.[7] این بر نحوه تفکر، احساس و عمل افراد تأثیر می گذارد. علائم بسته به هر فرد متفاوت است و شامل احساس غمگینی، تحریک پذیری، ناامیدی یا از دست دادن علاقه به فعالیت هایی است که زمانی از آن لذت می بردید.
اختلال اضطراب فراگیر بیشتر از آنچه که با عوامل استرس زای زندگی واقعی مرتبط است، احساس نگرانی یا عصبی می کند. این بیماری در زنان شایع‌تر از مردان است و شامل علائمی مانند مشکل در کنترل نگرانی‌ها یا احساس عصبی بودن، یا احساس بی‌قراری و مشکل در آرامش است.[8]
توصیف چهار D در هنگام تعریف ناهنجاری:
انحراف از هنجارهای آماری منجر به درگیری با جامعه می شود. این اصطلاح این ایده را توصیف می کند که افکار، رفتارها و عواطف خاص زمانی انحراف تلقی می شوند که غیرقابل قبول باشند یا در جامعه رایج نباشند. با این حال، پزشکان باید به خاطر داشته باشند که گروه های اقلیت همیشه منحرف تلقی نمی شوند، فقط به این دلیل که ممکن است با گروه های دیگر اشتراکی نداشته باشند. بنابراین، زمانی که رفتار یک فرد توسط فرهنگی که به آن تعلق دارند، غیرقابل قبول تلقی شود، ما اعمال یک فرد را به عنوان انحراف یا غیرعادی تعریف می کنیم. با این حال، بسیاری از اختلالات بین الگوهای انحرافی رابطه دارند و بنابراین نیاز به ارزیابی در یک مدل تشخیصی افتراقی دارند.[9]
پریشانی مربوط به ناراحتی است که فرد مبتلا به این اختلال تجربه می کند. این اصطلاح احساسات منفی فرد مبتلا به این اختلال را نشان می دهد. آنها ممکن است عمیقاً از بیماری خود ناراحت و متاثر شوند. رفتارها و احساساتی که باعث ناراحتی افراد یا اطرافیانشان می شود، در صورتی که شرایط برای فرد تجربه کننده ناراحت کننده باشد، غیرطبیعی تلقی می شوند. پریشانی با داشتن یک دارایی مفید در درک دقیق اختلال در زندگی یک فرد، با اختلال در عملکرد مرتبط است. این دو همیشه به هم مرتبط نیستند زیرا یک فرد می تواند بسیار ناکارآمد باشد و در عین حال حداقل استرس را تجربه کند. ویژگی مهم پریشانی، اختلال در عملکرد نیست. بلکه خود رویدادهای ناراحت کننده و نحوه واکنش ما به آنها است.[10]
اختلال عملکرد شامل ناتوانی در رفتار ناسازگار است که توانایی فرد را برای انجام عملکردهای عادی روزانه مختل می کند. این شامل اختلال در فرآیندهای روانی، بیولوژیکی یا رشدی است که با عملکرد ذهنی مرتبط است.[11] این رفتار ناسازگار باید به اندازه کافی قابل توجه باشد تا به عنوان یک تشخیص در نظر گرفته شود. بسیار مورد توجه است که به دنبال اختلال در تجربه زندگی یک فرد باشید، زیرا این احتمال وجود دارد که اختلال عملکرد در نمای واضح قابل مشاهده و در مکان‌هایی که احتمال بروز آن کمتر است ظاهر شود.[9] چنین رفتارهای ناسازگاری فرد را از داشتن سبک زندگی عادی و سالم باز می دارد. با این حال، رفتار ناکارآمد همیشه ناشی از یک اختلال نیست. ممکن است داوطلبانه باشد، مانند شرکت در اعتصاب غذا.
مدت زمان برای پزشکان به عنوان معیاری برای تشخیص مفید است. بیشتر علائم دارای مدت زمان مشخصی هستند که قبل از تشخیص باقی می مانند. می تواند مضر باشد زیرا تجربه همه افراد یکسان نیست.[12]
عامل p
بنجامین لاهی و همکارانش برای اولین بار یک "عامل آسیب شناسی روانی" کلی را در سال 2012 پیشنهاد کردند، [13] یا به سادگی "عامل p". این سازه شباهت مفهومی خود را با عامل g هوش عمومی دارد. به جای مفهوم سازی آسیب شناسی روانی به عنوان متشکل از چندین دسته مجزا از اختلالات روانی، عامل p ابعادی است و بر وجود یا عدم وجود علائم روانپزشکی به طور کلی تأثیر می گذارد. سپس علائمی که وجود دارند ترکیب می شوند و چندین تشخیص متمایز را تشکیل می دهند. عامل p در طبقه بندی سلسله مراتبی آسیب شناسی روانی مدل شده است. اگرچه محققان در ابتدا توضیح سه عاملی را برای آسیب شناسی روانی به طور کلی تصور کردند، مطالعه بعدی شواهد بیشتری را برای یک عامل منفرد ارائه کرد که به طور متوالی همراه، عود کننده/مزمن است و در پیوستاری از شدت و مزمن بودن وجود دارد.[14]
نمرات بالاتر در بعد عامل p با سطوح بالاتر اختلال عملکردی، بروز بیشتر مشکلات در تاریخچه رشد و کاهش بیشتر عملکرد مغز در اوایل زندگی مرتبط است. علاوه بر این، افرادی که سطوح بالاتری از فاکتور p را دارند، بیشتر احتمال دارد که استعداد ژنتیکی برای بیماری روانی را به ارث برده باشند. وجود عامل p ممکن است توضیح دهد که چرا یافتن علل، پیامدها، نشانگرهای زیستی و درمان‌هایی با اختصاصی بودن برای اختلالات روانی فردی چالش برانگیز بوده است.[14]
مروری بر فاکتور p در سال 2020 نشان داد که بسیاری از مطالعات از اعتبار آن حمایت می کنند و به طور کلی در طول زندگی فرد پایدار است. فاکتور p بالا با بسیاری از اثرات نامطلوب از جمله عملکرد ضعیف تحصیلی، تکانشگری، جنایت، خودکشی، کاهش رشد جنین، عملکرد اجرایی پایین تر و تعداد بیشتری از تشخیص های روانپزشکی همراه است. یک مبنای ژنتیکی جزئی برای فاکتور p نیز پشتیبانی شده است.[15]
از طرف دیگر، عامل p به جای اینکه یک شاخص خاص باشد که باعث آسیب شناسی روانی می شود، به عنوان شاخصی از آسیب عمومی نیز تفسیر شده است.[15]
به عنوان علائم ذهنی
اصطلاح آسیب شناسی روانی همچنین ممکن است برای نشان دادن رفتارها یا تجربیاتی که نشان دهنده بیماری روانی هستند استفاده شود، حتی اگر تشخیص رسمی را تشکیل ندهند. به عنوان مثال، وجود توهم ممکن است به عنوان یک علامت آسیب شناختی روانی در نظر گرفته شود، حتی اگر علائم کافی برای برآوردن معیارهای یکی از اختلالات ذکر شده در DSM یا ICD وجود نداشته باشد.
در یک مفهوم کلی تر، هر رفتار یا تجربه ای که باعث اختلال، پریشانی یا ناتوانی شود، به ویژه اگر تصور شود که ناشی از شکست عملکردی در سیستم های شناختی یا عصبی شناختی در مغز باشد، ممکن است به عنوان آسیب شناسی روانی طبقه بندی شود. هنوز مشخص نیست که تمایز بین صفات ناسازگار و اختلالات روانی واقعاً چقدر قوی است، [16][17] به عنوان مثال. روان رنجوری اغلب به عنوان سطح شخصی علائم روانپزشکی جزئی توصیف می شود.[18]
راهنمای تشخیصی و آماری اختلالهای روانی
مقاله اصلی: راهنمای تشخیصی و آماری اختلالات روانی
DSM IV و 5
راهنمای تشخیصی و آماری اختلالات روانی (DSM) راهنمایی برای تشخیص و درک اختلالات روانی است. انجمن روانپزشکی آمریکا (APA) از ویرایش، نگارش، بررسی و انتشار این کتاب حمایت می کند. این کتاب مرجعی در مورد سلامت روان و شرایط و اختلالات مرتبط با مغز است. این به عنوان مرجع برای طیف وسیعی از متخصصان پزشکی و سلامت روان در ایالات متحده به ویژه عمل می کند. این متخصصان شامل روانشناسان، مشاوران، پزشکان، مددکاران اجتماعی، پرستاران روانپزشکی و پزشکان پرستار، درمانگران ازدواج و خانواده و غیره هستند. DSM فعلی پنجمین و جدیدترین ویرایش این کتاب است. در ماه مه 2013 منتشر شد.[19] هر نسخه تغییرات قابل توجهی در طبقه بندی اختلالات ایجاد می کند.
معیارهای حوزه تحقیق
مقاله اصلی: معیارهای حوزه تحقیق
چارچوب RDoC مجموعه ای از اصول تحقیقاتی برای بررسی اختلالات روانی است. هدف آن ایجاد رویکردی جدید برای بیماری روانی است که منجر به تشخیص، پیشگیری، مداخله و درمان بهتر می شود. لزوماً قرار نیست به عنوان راهنمای تشخیصی یا جایگزینی DSM عمل کند، با این حال، هدف آن بررسی درجات مختلف اختلال است. این توسط موسسه ملی سلامت روان ایالات متحده (NIMH) توسعه یافته است.[20] هدف آن پرداختن به ناهمگونی با ارائه چارچوبی مبتنی بر علائم بیشتر برای درک اختلالات روانی است. این به ابعادی متکی بود که محدوده‌ای از نرمال تا غیرعادی را در بر می‌گرفت و به محققان اجازه می‌داد تا با پایگاه داده بزرگ‌تری کار کنند. از شش حوزه عملکردی اصلی برای بررسی عملکرد عصبی-رفتاری استفاده می کند. جنبه های مختلف هر حوزه توسط سازه هایی نشان داده می شود که در طول طیف کامل عملکرد مورد مطالعه قرار می گیرند. همه حوزه ها با هم ماتریسی را تشکیل می دهند که می تواند ایده های پژوهشی را نشان دهد. این یک تحلیل اکتشافی است، و تصدیق می کند که موضوعات تحقیق با ظهور علم تغییر کرده و رشد خواهند کرد.[21]
https://en.wikipedia.org/wiki/Psychopathology